# Činčila
Činčíla (znanstveno ime Chinchilla) je majhen glodavec, ki ga večinoma gojijo zaradi kožuha, vedno bolj priljubljen pa postaja tudi kot hišni ljubljenček. Rod Chinchilla zajema dve vrsti divje činčile in eno vrsto domače činčile, ki je najverjetneje nastala z mešanjem pri vzreji prvih dveh divjih vrst. Živi v suhih stepskih in gorskih predelih Južne Amerike in sicer v velikih skupinah. Dan preživi v votlini ali v skrivališču med kamni. Ponoči prihaja ven in išče hrano, ki je izključno rastlinska. Čeprav je plah in oprezen, je plen številnih plenilcev.
- Chinchilla brevicaudata Waterhouse, 1848
- Chinchilla lanigera (Molina, 1782)

## Opis
To je majhen glodavec kratkega stisnjenega telesa z veliko glavo na kateri sta dolga obla uhlja. Ima razmeroma velike oči in dolge, svetle redke brke, ter dolg dlakav rep. Telo pokriva okoli 2 cm dolga mehka črnobela dlaka; njeno krzno je srebrne barve. Telo je dolgo okoli 30 cm, od tega odpade na rep 13 cm. Tehta od 400 g do 600 g. Povprečna življenjska doba je 15 let, lahko pa živijo tudi 20 let ali več.

### Rod Chinchilla
Rod je leta 1829 prvič opisal angleški zoolog Edward Turner Bennett (1797-1836). O klasifikaciji činčil je biologi še dogovarjajo. Če bodo divje vrste izumrle, težava pri klasifikaciji ne bo nikoli rešena.
Vrsta je v zgodovina imela veliko imen: Mus, Lemmus, Criteus, Eriomys, Callomys in Lagostomus, dokler ni v 21. stoletju splošno sprejeta kot Chinchilla.
Med strokovnjaki je od 19. stoletja veliko nestrinjanja o vrstah oziroma podvrstah tega rodu. Strokovnjaki se ne strinjajo na tem področju. Nekateri priznavajo obstoj le ene povrste, medtem ko drugi priznavajo obstoj podvrst Chinchilla lanigera in Chinchilla chinchilla. V drugi polovici 20. stoletja so strokovnjaki opisali še dve vrsti: Chinchilla laniger in Chinchilla brevicaudata. Leta 2003 sta biologa Valladares in Spotorno vložila prošnjo na Mednarodni kodeks zoološke nomenklature (International Commission on Zoological Nomenclature) za preimenovanje, Chinchilla laniger naj bi imenovali z nekdanjim imenom Mus Laniger, Chinchilla brevicaudata pa bi preimenovali v Eriomys chinchilla.
Domača činčila naj bi bila po mnenju strokovnjakov hibrid (mešanec) med Chinchilla laniger in Chinchilla brevicaudata, kot rezultat mešanja teh dveh vrst v ujetništvu.

### Skupne značilnosti činčil

#### Domovanje
Divje činčile, ki izvirajo iz Andov v Južni Ameriki, so danes skoraj že izumrle. Še živi primerki divje činčile, ki živijo nad 4500 metrov nadmorske višine v puščavnatih kamnitih pobočjih, pripomorejo k podrobnejšemu opisu živali in njihovega obnašanja. 

#### Telo in kožuh
Ti glodavci so velikosti manjšega zajca in so odlično prilagojene na življenje v neprijaznem okolju. Živijo v velikih skupinah, čeprav se skupine krčijo zaradi njihove izumiranja. Samice so večje in bolj dominantne od samcev. Za medsebojno sporazumevanje uporabljajo vrsto različnih zvokov in krikov, škrtajo z zobmi, spuščajo urin, če pa se počutijo ogrožene pa sprostijo močan vonj. Do sporov ne pride, če je njihov habitat zadostne velikosti.
Činčile so poznane po svojih gostih kožuhih, ki omejijo izhlapevanje vode v območjih, kjer temperatura zraka med dnevom in nočjo ekstremno niha. Kožuh činčile je najgostejši med bitji – človeški folikel ima en las ali dlako, medtem ko jih činčilin folikel kar šestdeset dlak.

#### Prehranjevanje
Odžejajo se v jutranji rosi, prehranjujejo pa se pretežno z rastlinami (listi, lubjem, plodovi grmičevja, suhimi travnicami, kaktusi, itd.). Prehranjevanje činčil je torej odvisno od puščavnatega okolja, v katerem živijo, in njegovega rastlinstva. Činčile tako zaužijejo nujno potrebne količine prehranskih vlaknin in celuloze, ki jih potrebujejo za zdravo življenje. Udomačene činčile lahko z urejeno in prilagojeno prehrano živijo do dvajset let, razmnožujejo se lahko do petnajstega leta, medtem ko divje činčile živijo do približno šestih let. 

#### Razmnoževanje
Razmnoževanje činčil je v primerjavi z razmnoževanjem drugih glodavcev počasno. Samica spolno dozori pri štirih mesecih, breja je vsaj 111 dni, mladički so skotijo že pokriti z dlako in z odprtimi očmi. Samica skoti dva mladička in ni breja več kot dvakrat na leto.

## Zgodovina

### Prazgodovina
V Južni Ameriki so odkrili fosilne ostanke iz eocena, pliocena in pleistocena, ki kažejo na to, da so predniki činčil živeli na tem območju že približno 50 milijonov let. Znanstveniki menijo, da je današnja činčila potomka večje prazgodovinske živali Megamys, katere fosilne ostanke so odkrili v Argentini. Zaradi naravnih reliefnih pregrad in plenilcev so činčile ostale v Južni Ameriki.

### Lov na činčile
Krzno činčil so ljudje uporabljali že pred Inkovskim imperijem. Lovili so jih tako za pridobivanje krzna, kot tudi za meso in oblačila. Španski osvajalci pa so mehkobo njihovega krzna začeli izkoriščati in izvažati v 18. stoletju.
Z intenzivnim lovom na činčile, ki je skoraj izkoreninil to vrsto, so pričeli leta 1828 na severu Čila, med leti 1900 in 1909 so letno ujeli okoli 1,5 milijona živali, do leta 1917 pa skoraj uničil njihov naraven habitat. Večino kožuhov so izvozili v Združene države Amerike, Anglijo, Francijo in Španijo.
Direktor centra za zoološko in botanično raziskovanje v Santiagu, Čile je leta 1900 zahteval vladno zaščito živali. Leta 1910 so glavni izvozniki krzna podpisali sporazum, ki je prepovedoval lov in izvažanje činčil, kar pa ni ustavilo lova, le cene kožuh so poskočile. Tako so lovci do leta 1913, tudi če so ujeli samo eno žival na mesec, zaslužili več kot delavci v rudnikih. Leta 1929 je cena kožuha dosegla ceno 170 $. Med leti 1840 in 1916 so lovi ubili več kot 21 milijonov činčil.
Čeprav je bil zakon o zaščiti činčil prišel v veljavo že leta 1929, je bil strogo upoštevan šele leta 1983 z ustanovitvijo narodnega parka v Čilu.

## Ohranjanje vrste
Činčilo so 3. marca 1973 uvrstili na seznam CITES, poznan tudi pod imenom Washingtonska konvencija. S konvencijo želijo preprečiti izumrtje divje činčile.

### Udomačitev
Domačo činčilo uspešno vzgajajo od leta 1923, razširjena je skoraj po vsem svetu. Vzgoja živali je zahtevna, saj moramo živali zagotoviti potrebne pogoje za preživetje. Činčilo uvrščamo med »eksotične živali«, a je priporočljivo, da je ne kupimo otroku mlajšemu od dvanajst let. z veliko glavo na kateri sta dolga obla uhlja. Ima razmeroma velike oči in dolge, svetle redke brke, ter dolg dlakav rep. Telo pokriva okoli 2 cm dolga mehka črnobela dlaka; njeno krzno je srebrne barve. Telo je dolgo okoli 30 cm, od tega odpade na rep 13 cm. Tehta od 400 g do 600 g. Povprečna življenjska doba je 15 let, lahko pa živijo tudi 20 let ali več.

### Vzreja
Pogosto ga imajo kot domačo žival, po farmah pa jih vzrejajo zaradi zelo cenjenega krzna. V naravi je že redek zaradi intezivnega lova. Činčila je nočna žival, takrat se prehranjuje in postane živahen, kar je za nekatere zelo moteče, saj zna biti precej glasen. Je precej gibčna in hitra živalca,zato potrebuje veliko prostora, kar pomeni zelo veliko kletko in vsakodnevne nadzorovane izpuste po stanovanju. Ker zelo visoko skoči (do 180 cm), je potrebno zapirati okna. Kletka ne sme biti na prepihu, na soncu ali v bližini vročega radiatorja, televizije, računalnika ali radija. Kletko je treba redno čistiti in nuditi primerno steljo (lesno žaganje to ni). Hitro se navadi tudi uporabe posebnega prostora za izločanje ("WC-ja"), saj nadvse ceni čistočo. Je zahtevna občutljiva inteligentna nočna žival, katere zaupanje pridobimo z veliko mero potrpežljivosti in razumevanja. Osnovna hrana so pusti briketi in sveže seno. Potrebuje dnevne kopeli v posebnem pesku za činčile, saj je skrb za kožuh njihovo primarno opravilo. Hkrati pa pesek neguje kožo in dlako - pomanjkanje peska lahko pripelje do glivičnih kožnih obolenj. Posladkom se je treba izogibati, saj imajo v naravi na voljo le pusto hrano in posledično lahko preveč posladkov pripelje do sladkorne bolezni ter prezgodnje smrti. Vsekakor pa je pomembno da s svojo činčilo navežemo stik preko igre in je nikakor in nikoli (razen če je to potrebno) ne lovimo in grabimo z rokami.